# Dívida Ativa
Dívida ativa é, no Direito administrativo brasileiro, um cadastro governamental com os nomes de devedores da administração pública, e suas respectivas dívidas.

## Definição
É o cadastro de créditos do poder público, inscritos no setor competente, depois de esgotado o prazo regular para o seu pagamento (art. 201 do Código Tributário Nacional).
Na esfera federal isso é feito na Procuradoria-Geral da Fazenda Nacional (art. 39, § 5.º da Lei n.º 4.320/1964).

## Requisitos
Para um crédito ser cadastrado, é preciso fazer a sua inscrição. E para a inscrição ser regular é preciso constar (art. 202 do Código Tributário Nacional): o nome do devedor e, sendo caso, o dos co- responsáveis; o domicílio ou a residência do devedor e também responsáveis, se possível; a quantia devida e a maneira de calcular os juros de mora acrescidos; a origem e a natureza do crédito, especifica pelo fundamento legal da dívida; a data de inscrição; o número do processo administrativo de que se originar o crédito.
Cumprindo esses requisitos a inscrição se presume regular, líquida e certa (art. 204, caput, do Código Tributário Nacional e art. 39, § 1.º da Lei n.º 4.320/1964).

## Espécies
Os créditos inscritos em dívida ativa podem ser tributários ou não. Os créditos tributários constituem a Dívida Ativa Tributária e abrangem os tributos, adicionais e multas. Os créditos que não sejam tributários formam a Dívida Ativa não Tributária Veja abaixo o art. 39, § 2.º da Lei n.º 4.320/1964.
Art. 39. Os créditos da Fazenda Pública, de natureza tributária ou não tributária, serão escriturados como receita do exercício em que forem arrecadados, nas respectivas rubricas orçamentárias.
[...]
§ 2º - Dívida Ativa Tributária é o crédito da Fazenda Pública dessa natureza, proveniente de obrigação legal relativa a tributos e respectivos adicionais e multas, e Dívida Ativa não Tributária são os demais créditos da Fazenda Pública, tais como os provenientes de empréstimos compulsórios, contribuições estabelecidas em lei, multa de qualquer origem ou natureza, exceto as
tributárias, foros, laudêmios, alugueis ou taxas de ocupação, custas processuais, preços de serviços prestados por estabelecimentos públicos, indenizações, reposições, restituições, alcances dos responsáveis definitivamente julgados, bem assim os créditos decorrentes de obrigações em moeda estrangeira, de subrogação de hipoteca, fiança, aval ou outra garantia, de contratos em geral ou de outras obrigações legais.